# Johannes Beschnitt
Johannes Beschnitt, född 30 april 1825 i Bockau, Schlesien, död 24 juli 1880 i Stettin, var en tysk tonsättare.
Beschnitt var från 1848 var kantor och lärare vid romersk-katolska skolan samt sångföreningsdirigent i Stettin. Han komponerade ett stort antal lätta och melodiösa manskörer.